# Mehrdad Darvishpour
Mehrdad Darvishpour (tidigare Mehrdad Asslani), född 6 september 1960 i Iran, är en iransk-svensk politisk aktivist, sociolog, docent och forskare i socialt arbete vid akademin för hälsa, vård och välfärd vid Mälardalens högskola.

## Biografi

### Politisk aktivism
Darvishpour startade sin politiska aktivism i Iran före revolutionen 1979 som medlem i den marxist-leninistiska oppositionsgruppen Peykar (officiellt: Sāzmān-e peykār dar rāh-e āzādī-e ṭabaqa-ye kārgar "Kamporganisation för arbetsklassens befrielse). Han gick under kodnamnet Asghar och stödde revolutionen som ledde till islamisternas maktövertagande. 1981 bidrog han till att splittra Peykar genom sitt stöd till den dåvarande terrororganisationen Folkets mujahedin. Han tvingades ett par år senare att lämna landet när de militanta vänstergrupperna helt hade utmanövrerats av islamisterna. Han kom till Sverige som politisk flykting 1984.
Darvishpour fortsatte sitt politiska engagemang i Sverige i samarbete med den Fjärde Internationalen och är en aktiv opponent till den iranska regeringen. Han är medlem av Ettehād-e Jomhurikhāhān-e Irān (Irans förenade republikaner), en organisation vars medlemmar till stor del består av tidigare iranska marxister, och deltar regelbundet i deras kongresser.

### Karriär
Darvishpour disputerade i sociologi vid Stockholms universitet 2003. Han har genomfört ett antal studier på temat kön, etnicitet och familj. Han har också behandlat hedersproblematiken. Han forskar om familj, genus och etnicitet; hedersproblematiken, maskulinitet och jämställdhet; integration, makt och diskriminering; ensamkommande och nyanlända barn och ungdomar. 
Darvishpour har publicerat många vetenskapliga texter och medverkat i flera rapporter på regeringens uppdrag om invandrarkvinnor, hedersproblematik i skolor, invandrade män och jämställdhet. Hans forskning handlar också om integration och jämställdhetsutveckling bland nyanlända barn och ungdomar i Sverige. Han är en flitigt anlitad föredragshållare och debattör, som ofta syns i media och föreläser runt om landet.
Han har också publicerat en studie, ”Välfärdsstatens styvbarn – Ett intersektionellt perspektiv på etniska relationer och diskriminering i Sverige”.[källa behövs] Den tar upp problemen runt integration och diskriminering. Studien hävdar att gapet mellan inrikes födda och utrikes födda till stor del beror på diskriminering. Han anser att integration är en ömsesidig relation och att invandrade gruppers existens kan bidra till att Sverige blir mer integrerat i den globala mångfalden. Förklaringen att den kulturella skillnaden mellan "svenskar" och "invandrare" är huvudanledningen till det stora gapet och att det ger grupperna olika förutsättningar och livsstil är felaktig, anser Mehrdad Darvishpour. 
Darvishpour är huvudansvarig för ett projekt om nyanlända barn och ungdomars inkludering och jämställdhetsutveckling i Sörmland och Västmanland. Projektet finansierades under första året av Samhällskontrakten vid Mälardalens högskola och startades i januari 2017 tillsammans med Niclas Månsson, professor i pedagogik, Ildikó Asztalos Morell, docent i sociologi, och Magnus Hoppe, fil.dr i företagsekonomi vid Mälardalens högskola.